# Parc de Bercy

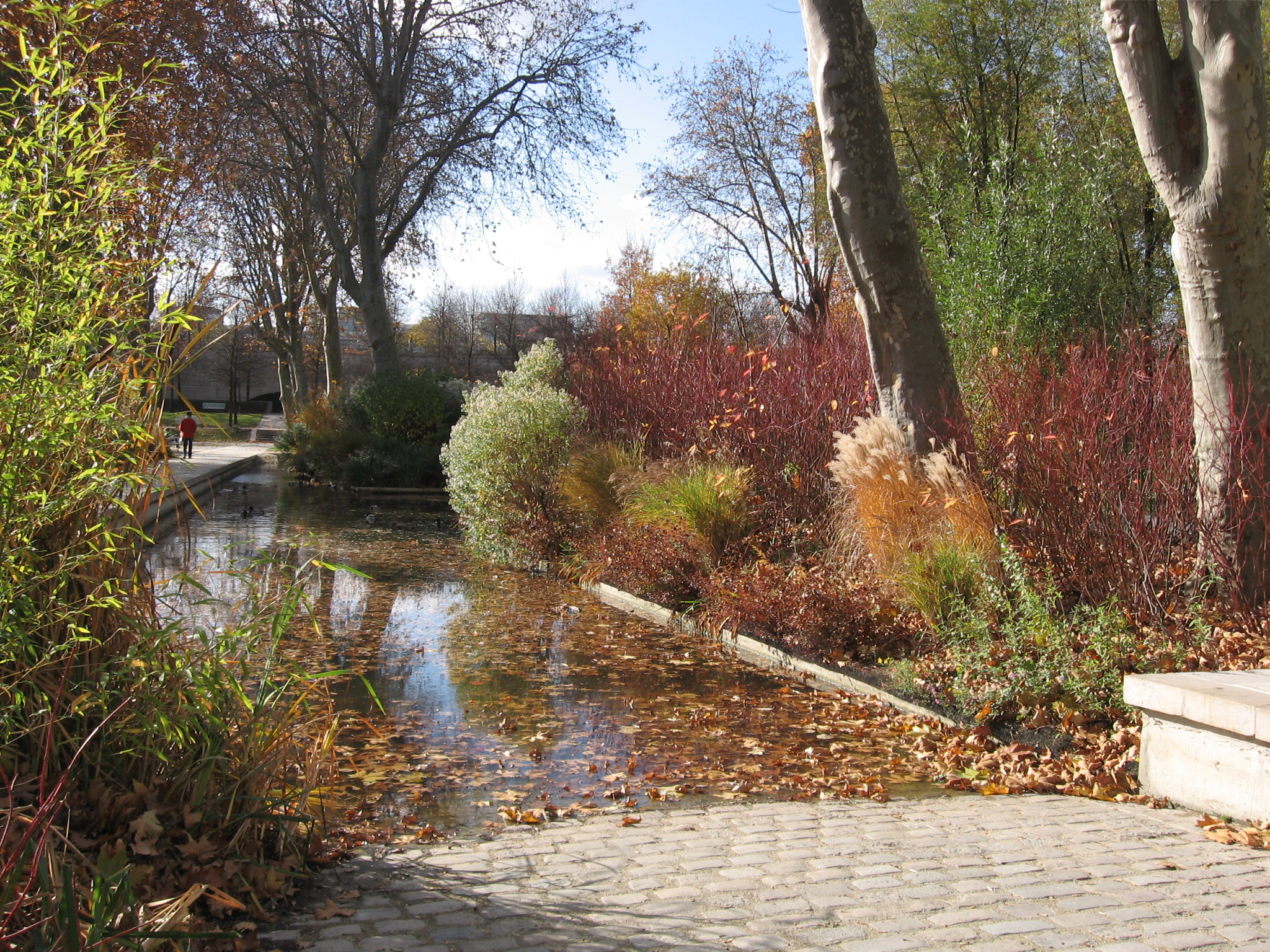
Parc de Bercy - Tardor de 2007

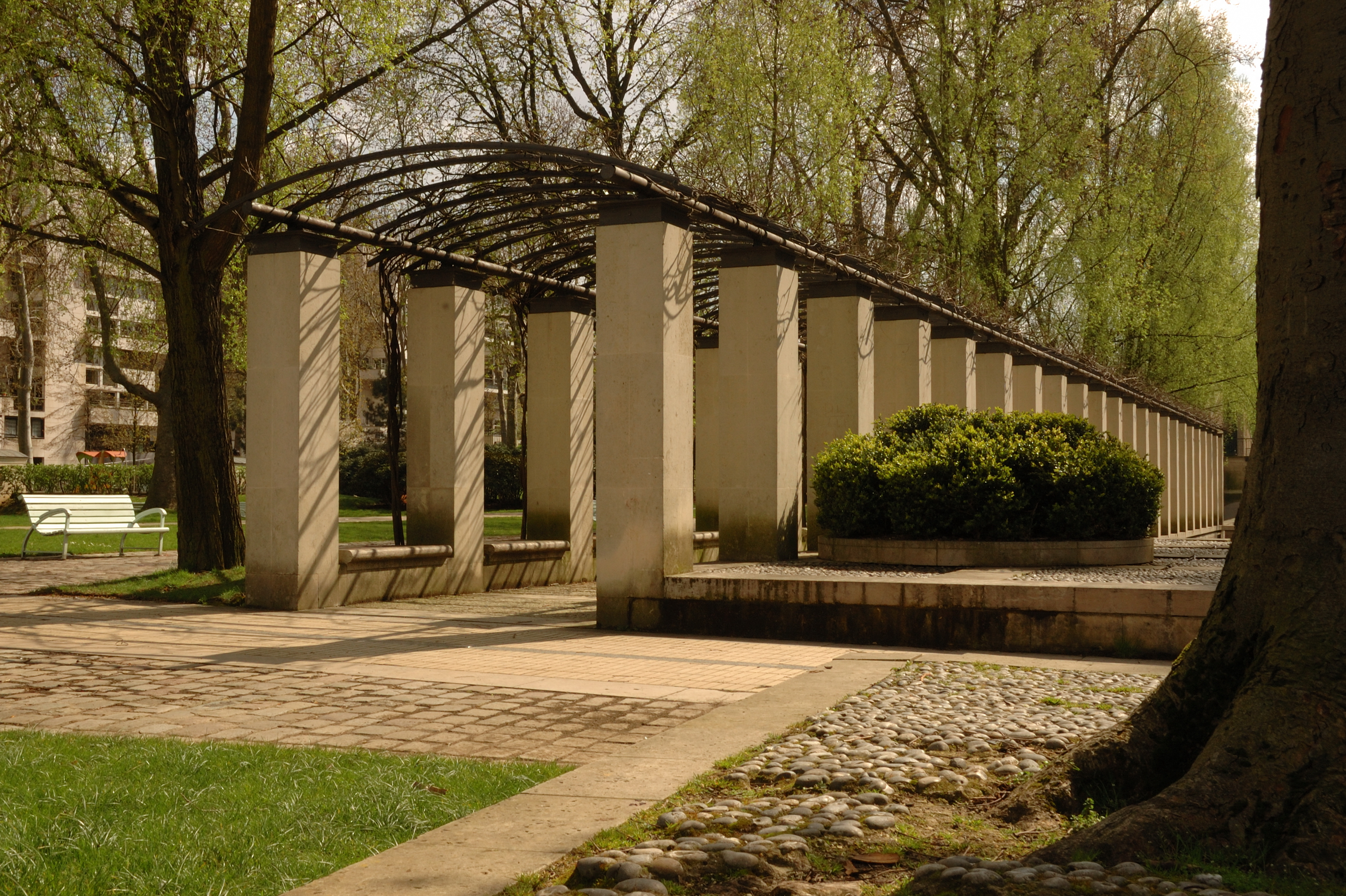
Parc de Bercy - Primavera de 2008

El Parc de Bercy és un conjunt de tres jardins situats al  12è districte de París, entre el Palais omnisports de Paris-Bercy (POPB) i el centre comercial i de restauració Bercy Village. Amb les seves 14 hectàrees, el parc de Bercy és un dels més importants de la capital.

## Els tres jardins

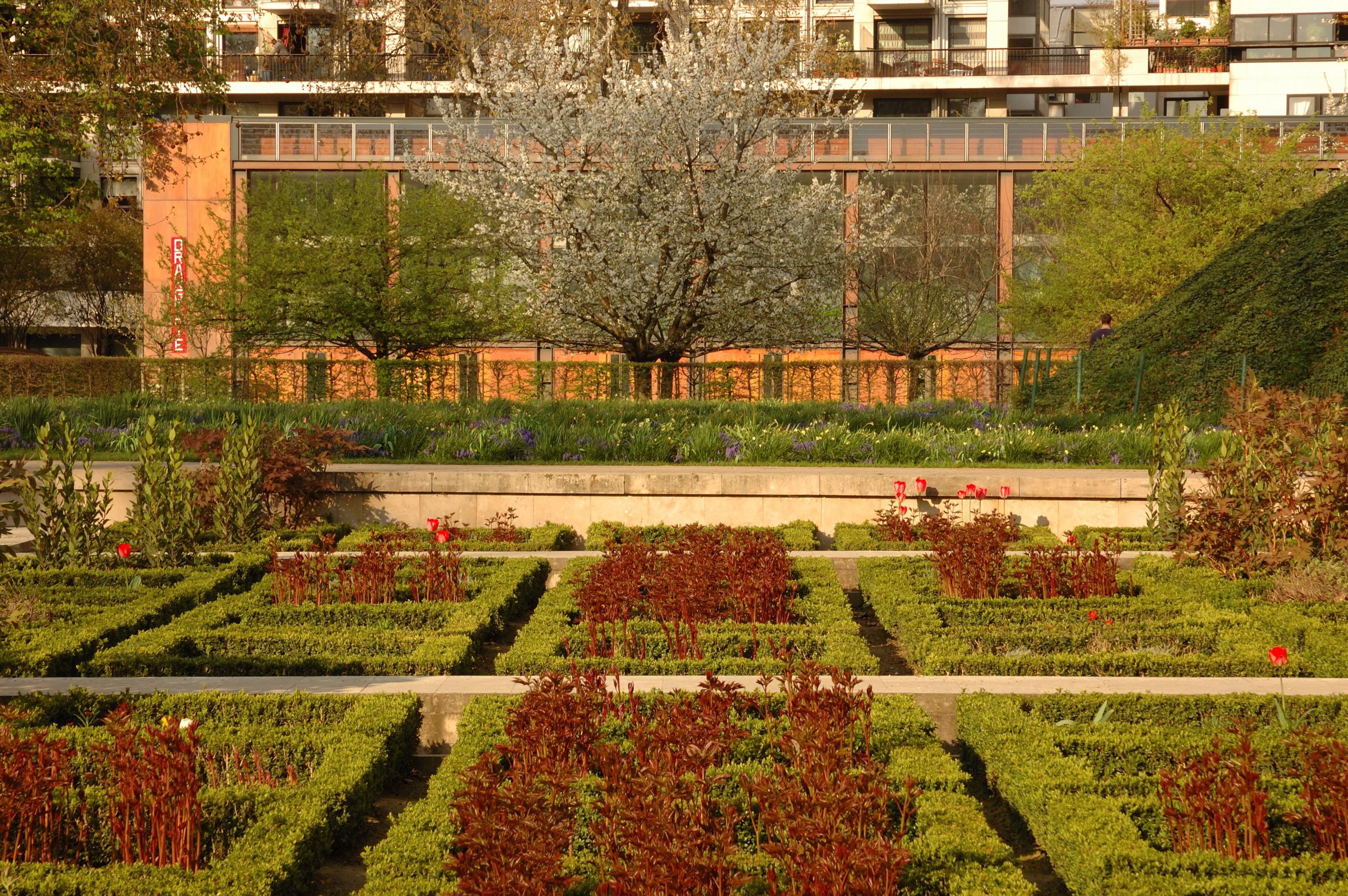
Els "Parterres"

El parc està compost de tres jardins concebuts pels arquitectes Bernard Huet, Madeleine Ferrand, Jean-Pierre Feugas, Bernard Leroy, i els paisatgistes Ian Le Caisne i Philippe Raguin entre 1993 i 1997:
- El jardí més proper a Bercy-Village ha estat anomenat el «Jardí romàntic», comprèn basses on hi viuen peixos i reconstitucions de dunes. Entrant per Bercy-Village, sobre la seva esquerra s'hi troba una escultura anomenada Demeure X, envoltada de  nenúfars. Just de cara s'hi troba la casa del llac, situada a la vora d'un llac.

- Dues passarel·les permeten passar als «Parterres», un jardí dedicat a les activitats del treball de les plantes: horts pedagògics oberts als alumnes de les escoles, matolls tallats, flors, etc.

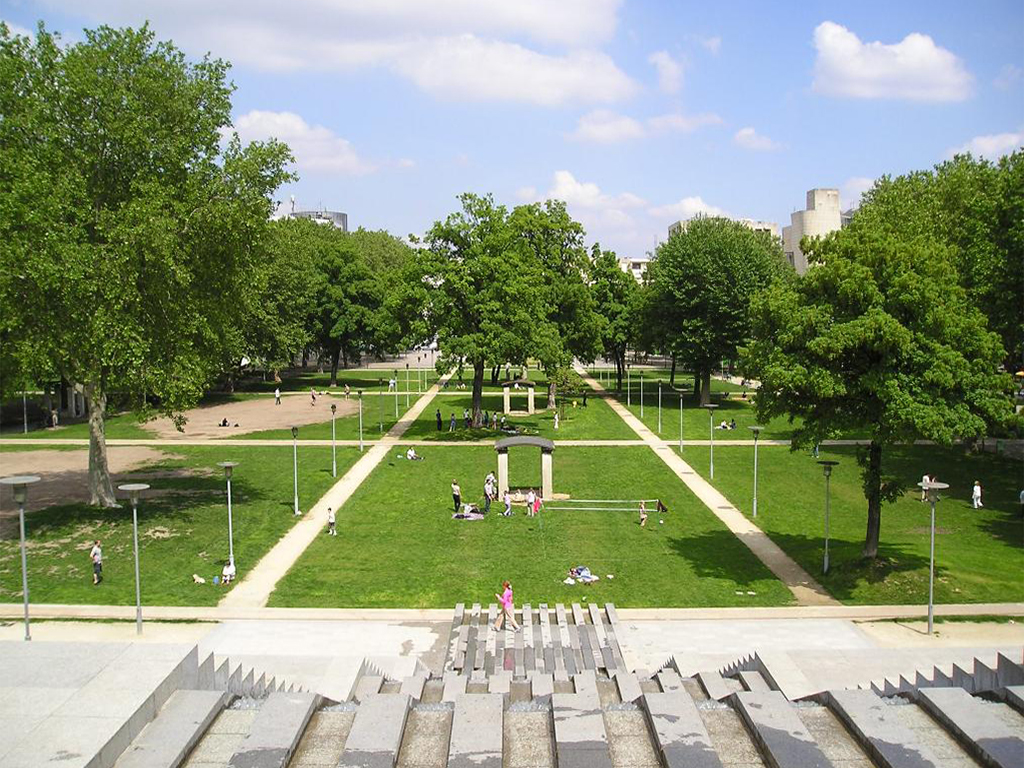
Les Praderies

- La part més a la vora del POPB anomenada «les Praderies» és formada de grans espais de gespes ombrejades per grans arbres. És en aquesta part que s'organitzen els partits de futbol improvisats. Aquest jardí s'acaba sobre una esplanada de terra del que els passeigs serveixen de punt de concentració dels practicants de skateboard i de patins de rodes.

Al llarg d'aquests tres jardins del costat del Sena, un mur talla el soroll de la circulació del quai de Bercy, i acull sales d'esport municipals. Al dalt, un camí de ronda ofereix un panorama sobre les capçades dels arbres del parc i sobre la riba esquerra, destacant la Biblioteca Nacional de França.
A la banda Nord-est, el parc és vorejat d'immobles amb l'arquitectura original. Prop del jardí Yitzhak Rabin, part del parc de Bercy, es troba l'antic American Center de l'arquitecte Frank Gehry que conté la Cinémathèque française, inaugurada a la tardor de 2005.
El parc està connectat directament a la Biblioteca Nacional de França per la  Passarel·la Simone-de-Beauvoir sobre el Sena (oberta el juny de 2006).

Parc de Bercy, Paris.

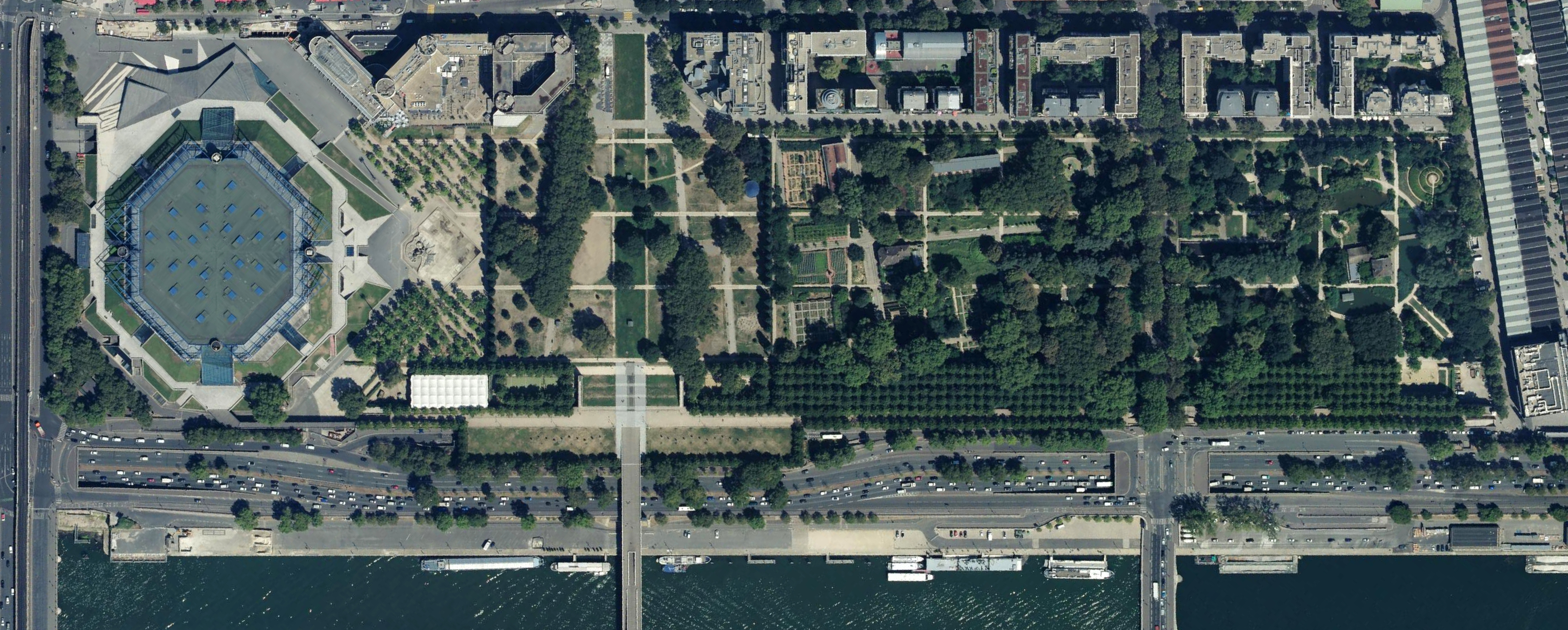
Parc de Bercy, Paris.

## Història vinícola
Construïts a l'emplaçament dels antics magatzems de  vins despatxats cap a la capital des de la província. A la part central (els «Parterres») encara són visibles els rails, un celler (antic lloc d'embotellament dels vins) i la casa dels guardians dels magatzems. Al «Jardí romàntic», ha subsistit la casa dels recaptadors de les taxes. En efecte, aquest emplaçament per al mercat del vi havia estat escollit per ser a la frontera de la barrera de concessió instaurada al segle xviii.
El jardí ha conservat de l'indret antic la trama ortogonal dels carrers i certes voreres pavimentades.